# Vaitapé

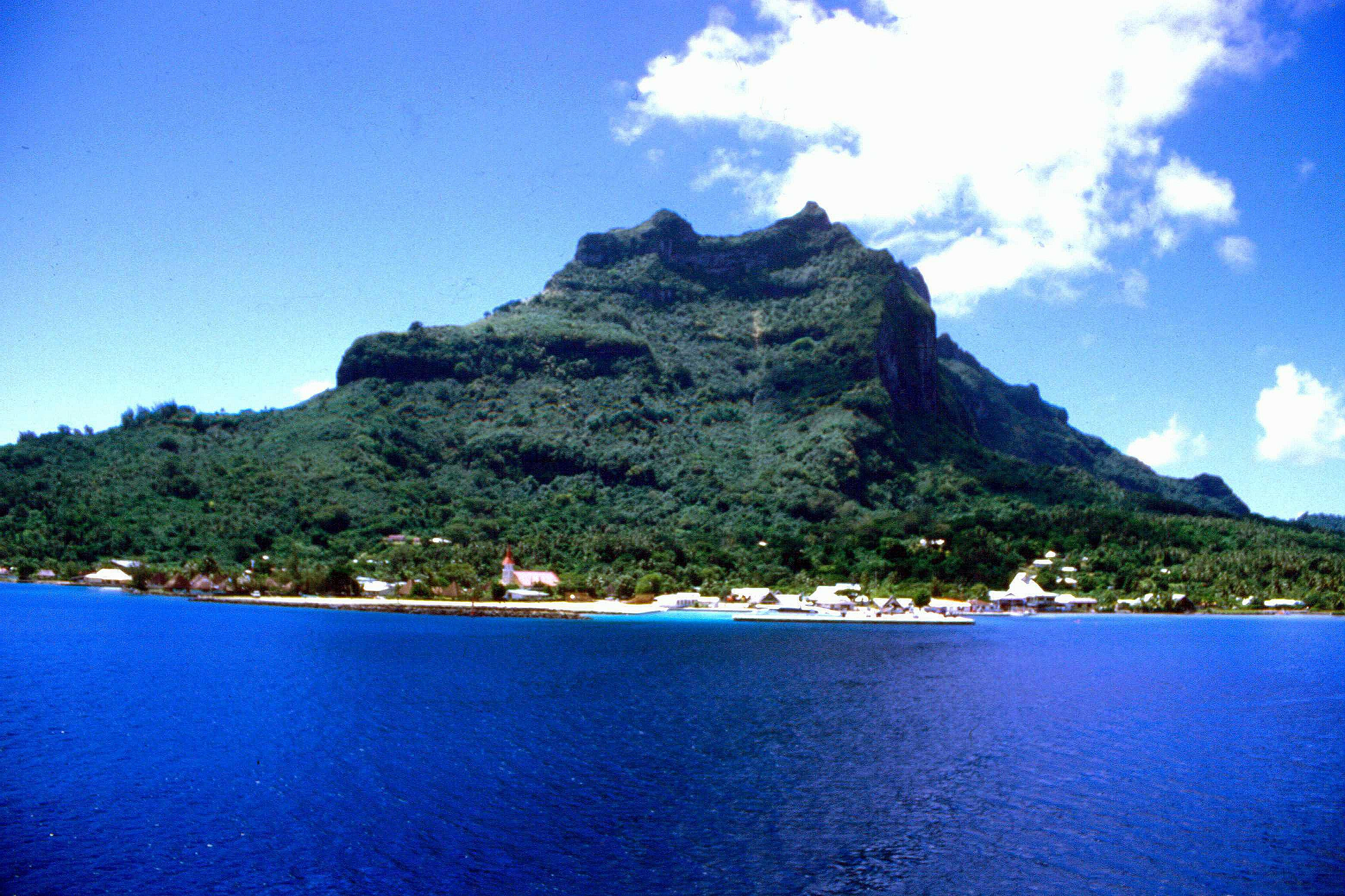
Vista marítima de Vaitapé, capital da comuna de Bora Bora.

Vaitapé (ou Vaitape embora pouco usual em português) é a capital da ilha de Bora Bora, localizada na Polinésia Francesa, é também conhecida como a Cidade Grande. A cidade possui 4 927 habitantes (Censo de 2006).
Vaitapé é atravessada por uma única estrada, se se percorrer a estrada do centro da cidade sempre em frente em menos de uma hora estar-se-á de volta ao ponto de partida, para melhor se conhecer ter-se-á que conhecê-la a pé ou por um veículo destinado ao turismo. Além de carros, poder-se-á alugar bicicletas e motas.
A cidade possui quatro lojas, um mercado, uma estação de serviço, duas igrejas, um bar, dois bancos, uma farmácia e pouco mais.